# Islas del Ibicuy
Las islas del Ibicuy son un grupo de islas de bajo nivel en el sector este del delta del Paraná, en el extremo sur de la provincia de Entre Ríos, República Argentina. Forman parte del departamento Islas del Ibicuy, que en total tenía una población de 11 498 de acuerdo al (Censo 2001) y cuya cabecera departamental es Villa Paranacito. 
El término islas del Ibicuy reúne al conjunto de islas y anegadizos del bajo delta de jurisdicción entrerriana formadas por desprendimientos del río Paraná Guazú, que desaguan en el tramo final del río Uruguay e inicial del Río de la Plata. Estos 3 ríos, el río Ibicuy y el río Paranacito conforman los límites de las islas del Ibicuy. Actualmente la cuenca alta del Paranacito no tiene vinculación con el río Ibicuy, por lo que en esa zona no son propiamente islas.
Ibicuy es una palabra del idioma guaraní que significa “tierra molida” o “arena suelta”. 

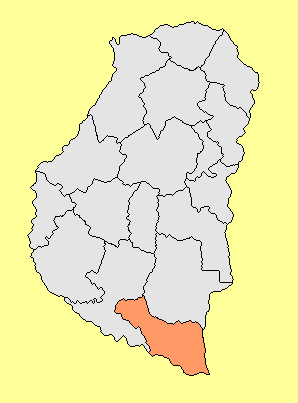
Departamento Islas del Ibicuy.

Los guaraníes fueron habitantes de estas islas, y crearon plataformas alteadas de arena y tierra como defensas anti-inundación, llamadas cerritos, que aún pueden verse debajo de la densa vegetación que caracteriza al delta del río Paraná. Se reconoce como una de las hipótesis poblacionales, que la nación guaraní llegó al Ibicuy buscando el paraíso terrenal o tierra sin mal, habitado por el espíritu Ñandey, localizado en algún lugar oriental del mar.
Las islas fueron colonizadas a fines del siglo XIX y principios del siglo XX por europeos, originalmente italianos de Montevideo, en búsqueda de leña para producir carbón. 
Estas islas integraron el departamento Gualeguaychú hasta que el departamento Islas del Ibicuy fue creado mediante la ley provincial N.º 7297 del 7 de mayo de 1984.